# Liste der Comarcas auf den Balearischen Inseln
Dies sind die Comarcas auf den Balearischen Inseln, Spanien.

## Mallorca

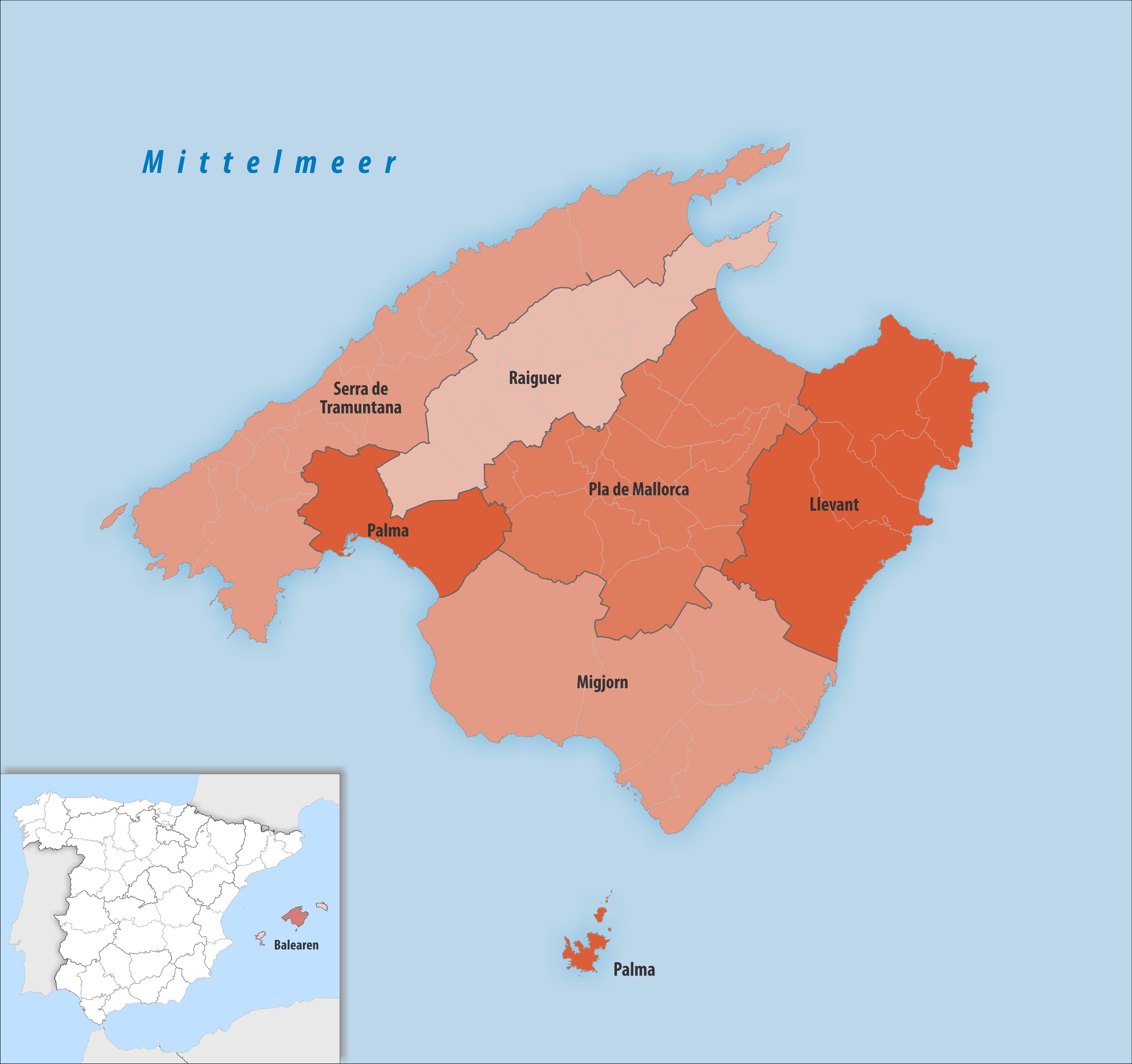
Comarcas auf der Insel Mallorca

| Comarca             | Gemeinden | Einwohner (2024) | Fläche km² | Dichte Einw./km² | Hauptort  |
| ------------------- | --------- | ---------------- | ---------- | ---------------- | --------- |
| Llevant             | 5         | 90.616           | 579,66     | 156              | Manacor   |
| Migjorn             | 5         | 88.941           | 810,79     | 110              | Llucmajor |
| Palma               | 1         | 431.521          | 208,63     | 2.068            | Palma     |
| Pla de Mallorca     | 16        | 65.838           | 737,72     | 89               | Petra     |
| Raiguer             | 13        | 155.861          | 471,66     | 330              | Inca      |
| Serra de Tramuntana | 13        | 116.270          | 831,75     | 140              |           |
| Mallorca            | 53        | 949.047          | 3.640,21   | 261              | Palma     |

## Menorca

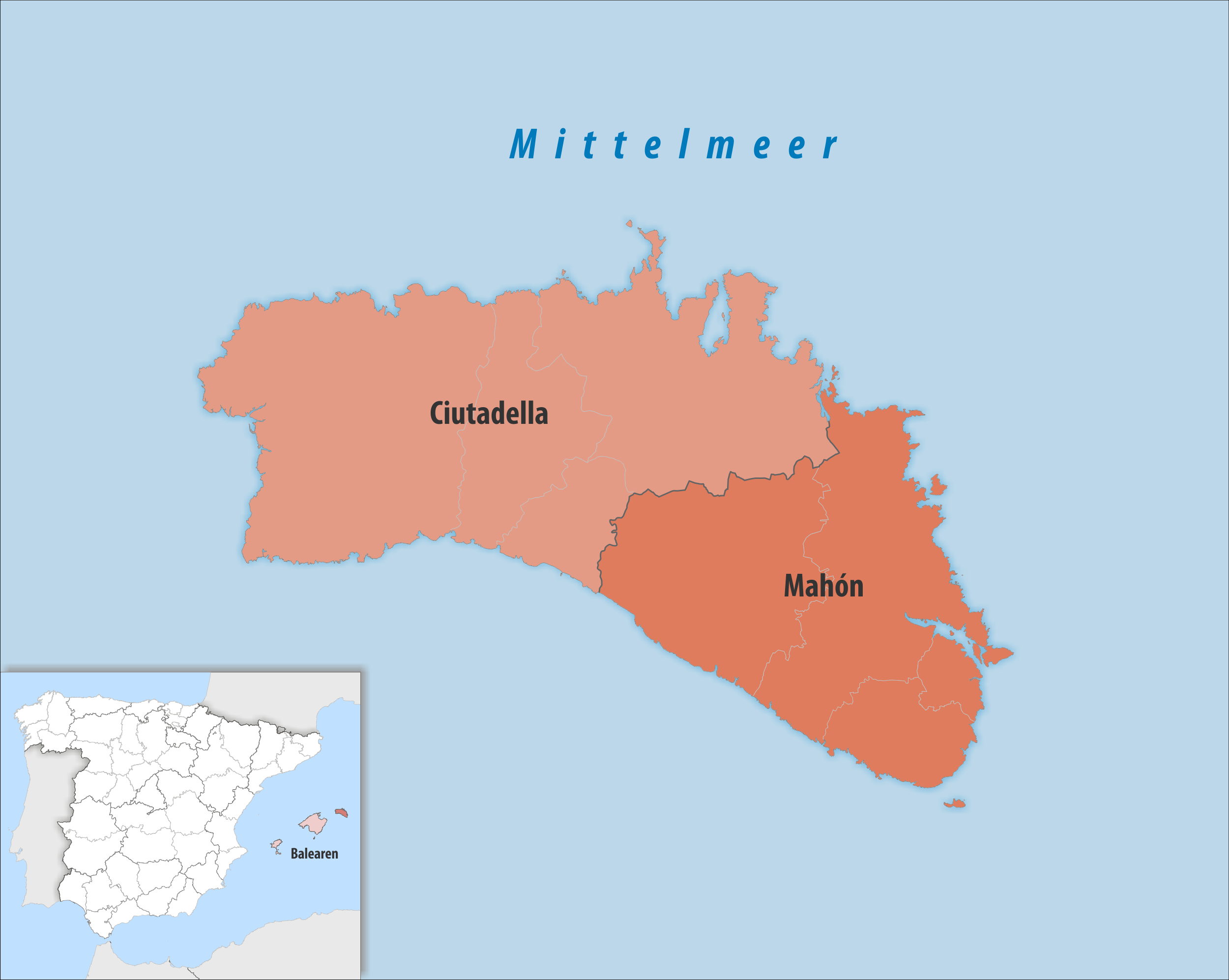
Comarcas auf der Insel Menorca

| Comarca    | Gemeinden | Einwohner (2024) | Fläche km² | Dichte Einw./km² | Hauptort   |
| ---------- | --------- | ---------------- | ---------- | ---------------- | ---------- |
| Ciutadella | 4         | 44.960           | 422,21     | 106              | Ciutadella |
| Mahón      | 4         | 55.363           | 273,49     | 202              | Maó        |
| Menorca    | 8         | 100.323          | 695,70     | 144              | Maó        |